# Deutsche Botschaft Algier
Die Deutsche Botschaft Algier ist die offizielle diplomatische Vertretung der Bundesrepublik Deutschland in der Demokratischen Volksrepublik Algerien.

## Lage und Gebäude
Die Botschaft liegt im Stadtzentrum  von Algier in 165, chemin Sfindja (ex Laperlier) zwischen den Parks Jardin Tifariti und Beyrouth. Das Goethe-Institut Algier liegt in unmittelbarer Nachbarschaft.
Das Fährterminal Algier–Alicante (Spanien) ist knapp 4 km von der Botschaft entfernt, der internationale Flughafen Houari Boumediene 20 km.
Die Botschaft befindet sich auf dem bundeseigenen Botschaftsgelände (rund 3700 Quadratmeter) in einem ehemaligen Kloster. In den Jahren 2003 und 2004 wurden verschiedene Gebäudebereiche umgebaut und saniert. Seit 2019 wird ein fünfgeschossiges Gebäude als kompletter Neubau der Kanzlei errichtet. Eine andere Quelle nennt als Zeitraum des Neubaus 2014–2017.

## Organisation
In der Botschaft werden die Sachgebiete Politik, Wirtschaft, Kultur und Bildung bearbeitet. Sie bietet vollen Visa- und Konsularservice.

## Geschichte
Am 24. April 1956 eröffnete die Bundesrepublik Deutschland ein Generalkonsulat in Algier, das am 1. Oktober 1962, einen Monat vor Ende der französischen Kolonialherrschaft und der offiziellen Unabhängigkeit des Landes, in eine Botschaft umgewandelt wurde. Angesichts einer sich zuspitzenden Krise im Land, die Oberst Houari Boumedienne im Juni 1965 durch einen Militärputsch an die Macht führte, wurden die diplomatischen Beziehungen am 14. Mai 1965 abgebrochen und am 21. Dezember 1971 wieder aufgenommen. Die Schweiz übernahm von 1965 bis 1971 die Schutzmachtvertretung bundesdeutscher Interessen; in der schweizerischen Botschaft arbeitete ein deutscher Verbindungsstab.
Die DDR unterhielt bereits ab 1963 eine Handelsvertretung in Algier, die nach Aufnahme diplomatischer Beziehungen im Jahr 1970 zu einer Botschaft umgewandelt wurde. Die Botschaft wurde im Jahr 1990 mit dem Beitritt der DDR zur Bundesrepublik Deutschland geschlossen. Die Botschaft koordinierte die in Algerien tätigen technischen, landwirtschaftlichen und sonstigen Berater im Sinne der Entwicklungszusammenarbeit. Im Februar 1983 handelte es sich z. B. um 893 DDR-Bürger, die sich dienstlich in Algerien aufhielten.